# Hemiphyllodactylus zugi
Espèce
Hemiphyllodactylus zugi est une espèce de geckos de la famille des Gekkonidae.

## Répartition
Cette espèce est endémique de la province de Cao Bằng au Viêt Nam.
Sa présence est incertaine en Chine.

## Étymologie
Cette espèce est nommée en l'honneur de George Robert Zug.

## Publication originale
- Nguyen, Lehmann, Le Duc, Duong, Bonkowski & Ziegler, 2013 : A new species of Hemiphyllodactylus (Reptilia: Gekkonidae) from northern Vietnam. Zootaxa, no 3736 (1), p. 89–98.